# История Румынии (с 1989)
Данная статья описывает историю Румынии в период с декабря 1989 года по настоящее время. В результате Румынской революции в конце декабря 1989 года в стране был полностью ликвидирован существовавший с декабря 1947 года социалистический режим. Власть перешла к Фронту национального спасения (ФНС) во главе с Ионом Илиеску, который, в свою очередь, стал первым президентом современной Румынии. В мае 1990 года прошли всеобщие выборы, на которых ФНС и Илиеску одержали победу. 8 декабря 1991 года была принята современная конституция Румынии. В стране были проведены масштабные политические и экономические реформы, которые позволили демократизировать страну и создать в ней рыночную экономику. В 2004 году Румыния стала членом НАТО, а в 2007 году вступила в Европейский Союз.

## Революция 1989 года и последствия (декабрь 1989 — май 1990)

### Смещение социалистического режима
С 1965 года Социалистической Республикой Румыния правил Николае Чаушеску. При нём Румыния первоначально испытывала экономический рост, но в 1970-х ситуация стала меняться. Для поддержания экономики Чаушеску активно брал кредиты у западных стран, в результате чего к 1982 году внешний долг Румынии составил более 13 миллиардов долларов. Чтобы выплатить такую огромную сумму, было решено ввести политику жёсткой экономии. Росло недовольство действующим режимом. При этом государственный контроль над обществом был крайне силён. Тайная полиция «Секуритате», контролировала практически каждого человека и не допускала формирование организованной оппозиции режиму: по статистике, каждый сорок третий житель Румынии в 1980-е годы помогал этой организации. К марту 1989 года весь внешний долг страны был выплачен, но политика жёсткой экономии сохранилась и после этого.
Тем временем, в течение 1989 года по странам Центральной и Восточной Европы прокатилась волна демократических революций, которые сместили социалистические режимы в этих странах: в июне 1989 года оппозиция победила на парламентских выборах в Польше, в октябре 1989 года Венгрия официально отказалась от социалистического строя, в ноябре 1989 года произошло падение Берлинской стены и начало реформ в ГДР, а в конце ноября 1989 года коммунистическое руководство Чехословакии и Болгарии объявило об отказе от своей монополии на власть. Так, к середине декабря 1989 года Румыния оставалась единственной страной в Восточной Европе (не считая СССР) с полностью функционировавшим коммунистическим режимом.
16 декабря 1989 года в городе Тимишоара начались протесты венгерского меньшинства после того, как правительство попыталось выселить священника Ласло Тёкеша. В течение следующих дней к ним присоединились и румыны, а местные выступления против выселения Тёкеша переросли в массовые протесты против действовавшего режима. Организовался антикоммунистический Румынский демократический фронт. Чтобы спасти ситуацию, Чаушеску принял решение провести 21 декабря 1989 года митинг на Дворцовой площади Бухареста (ныне — площадь Революции), около здания ЦК РКП, массовый митинг в свою поддержку. Это решение не сработало: во время речи Чаушеску его начали освистывать, и в итоге проправительственный митинг стал антиправительственным. Чаушеску пришлось задействовать силу для подавления народного восстания, но после смерти Василе Мили, министра обороны, армия к 22 декабря перешла на сторону протестующих. Утром 22 декабря 1989 года Чаушеску со своей женой Еленой бежал из Бухареста на вертолёте.

### Румыния под властью ФНС
Образовавшийся вакуум власти в тот же день быстро заполнился организацией, получившей название Фронт национального спасения. Её возглавили Ион Илиеску, Петре Роман и Думитру Мазилу, все трое до этого являлись членами Румынской коммунистической партии. Центральным органом власти в ФНС стал его Совет, в состав которого вошло 39 человек, включая трёх, упомянутых выше. Совет Фронта национального спасения в течение нескольких дней исполнял обязанности президента Румынии. Тем временем, бежавшую чету Чаушеску в тот же день арестовали в городе Тырговиште. По инициативе Илиеску, было решено провести над ними суд, а затем казнить. Для этой цели был быстро создан военный трибунал из 10 судей, который признал Николае и Елену Чаушеску виновными в совершении ряда преступлений против народа Румынии. Он состоялся 25 декабря 1989 года. Приговор — смертная казнь через расстрел — был приведён в исполнение сразу после суда. На следующий день, 26 декабря 1989 года, Ион Илиеску занял пост президента Румынии, а Петре Роман — пост премьер-министра.
Фронт национального спасения приступил к демонтажу социалистического строя. 26 декабря 1989 года была отменена программа систематизации, 27 декабря 1989 года была восстановлена многопартийная система, а также было объявлено о проведении свободных выборов, 28 декабря 1989 года было объявлено о смене названия страны с «Социалистическая Республика Румыния» на нынешнее «Румыния», 2 января 1990 года была расформирована тайная полиция «Секуритате», а после траурного митинга 12 января объявлена вне закона РКП. После объявления о возрождении многопартийности стали появляться политические партии, позиционировавшие себя как преемники партий, запрещённых с установлением коммунистического режима в декабре 1947 года. Двумя самыми крупными стали Христианско-демократическая национал-цэрэнистская партия (преемница Национал-цэрэнистской партии, воссоздана 22 декабря 1989 года, зарегистрирована 8 января 1990 года) и Национальная либеральная партия (воссоздана и зарегистрирована 15 января 1990 года). Сам ФНС поначалу не желал выставлять своих кандидатов на выборы, но затем Силвиу Брукан представил идею преобразования ФНС в зонтичную политическую партию, что и произошло 6 февраля 1990 года.
Одновременно с подготовкой к выборам росло и недовольство новой властью. 28—29 января 1990 года прошла первая из шести «минериад», то есть забастовок шахтёров. Её поводом стало объявление ФНС о преобразовании себя в политическую партию. В протесте приняли участие около 5000 шахтёров. Эта минериада сопровождалась насилием, что привело к большому числу пострадавших. 18—19 февраля состоялась вторая минериада. Изначально протестующие объявили о мирном характере протеста, однако вскоре некоторые стали бросать камни в дом правительства Румынии. В ситуацию вмешались полиция и армия. Ситуация стала предметом споров: оппозиция заявляла, что те, кто кидались камнями, были замаскированными под шахтёров сторонниками Илиеску, и что вся эта акция могла быть спланированной ФНС и силами спецслужб. ФНС после первой минериады пошёл на некоторые уступки оппозиции: 9 февраля 1990 года был создан Временный совет национального согласия, в который вошли как представители ФНС, так и представители оппозиционных партий.
11 марта 1990 года была опубликована Тимишоарская прокламация. Её авторы, одним из которых являлся Георге Сорбан, в том числе декларировали (восьмой пункт), что бывшие члены РКП и «Секуритате» в течение следующих десяти лет не должны занимать какие-либо государственные должности. В прокламации также говорится, что ФНС является небольшой группой коммунистов-диссидентов, захватившей и монополизировавшей власть в Румынии после революции. В дальнейшем около четырёх миллионов человек подписали петицию о принятии восьмого пункта прокламации в качестве закона, однако этого так и не случилось. 22 апреля 1990 года в Румынии началась новая волна протестов против неокоммунизма ФНС, на этот раз — организованная студентами и преподавателями Бухарестского университета голаниада. В этот день группа протестующих, назвавшая себя «Независимой группой за демократию», начала митинг на площади Авиаторов в Бухаресте, а позже двинулась к зданию Румынского телевидения, требуя его независимости от государства. На следующий день протестовать вышло уже до трёх тысяч человек. Власти попытались жестоко подавить протесты, но число протестующих лишь увеличивалось, достигнув к 25 апреля 1990 года, по некоторым оценкам, до 30—50 тысяч человек, некоторые объявили голодовку. Поняв, что разогнать протестующих не получится, ФНС решил давить на них через телевидение, называя протестующих «хулиганами» или иными терминами. 13—15 июня Голаниада была разогнана прибывшими по призыву Илиеску шахтёрами из долины Жиу, в столкновениях погибли шесть человек.